# 塔達斯·伊瓦納斯卡斯動物學博物館
塔達斯·伊瓦納斯卡斯動物學博物館是立陶宛考那斯的一座博物館，於1919年7月15日由動物學家塔達斯·伊瓦納斯卡斯建立，博物館有三層樓，分成無脊椎動物、昆蟲、魚類和兩生類與爬行類、鳥類、哺乳類與狩獵戰利品等展區，並設有數個動物實驗室和標本製作室，共有約30萬件藏品，包括剝製的動物標本、昆蟲標本、動物骨骼標本與其他解剖標本等，每年約有4萬人次參訪。除本館外，此博物館還有四個分部，分別位於文特角和尤約德克蘭特的鳥類繫放站，以及祖文塔斯和切普凱柳沼澤的保護區。

## 歷史

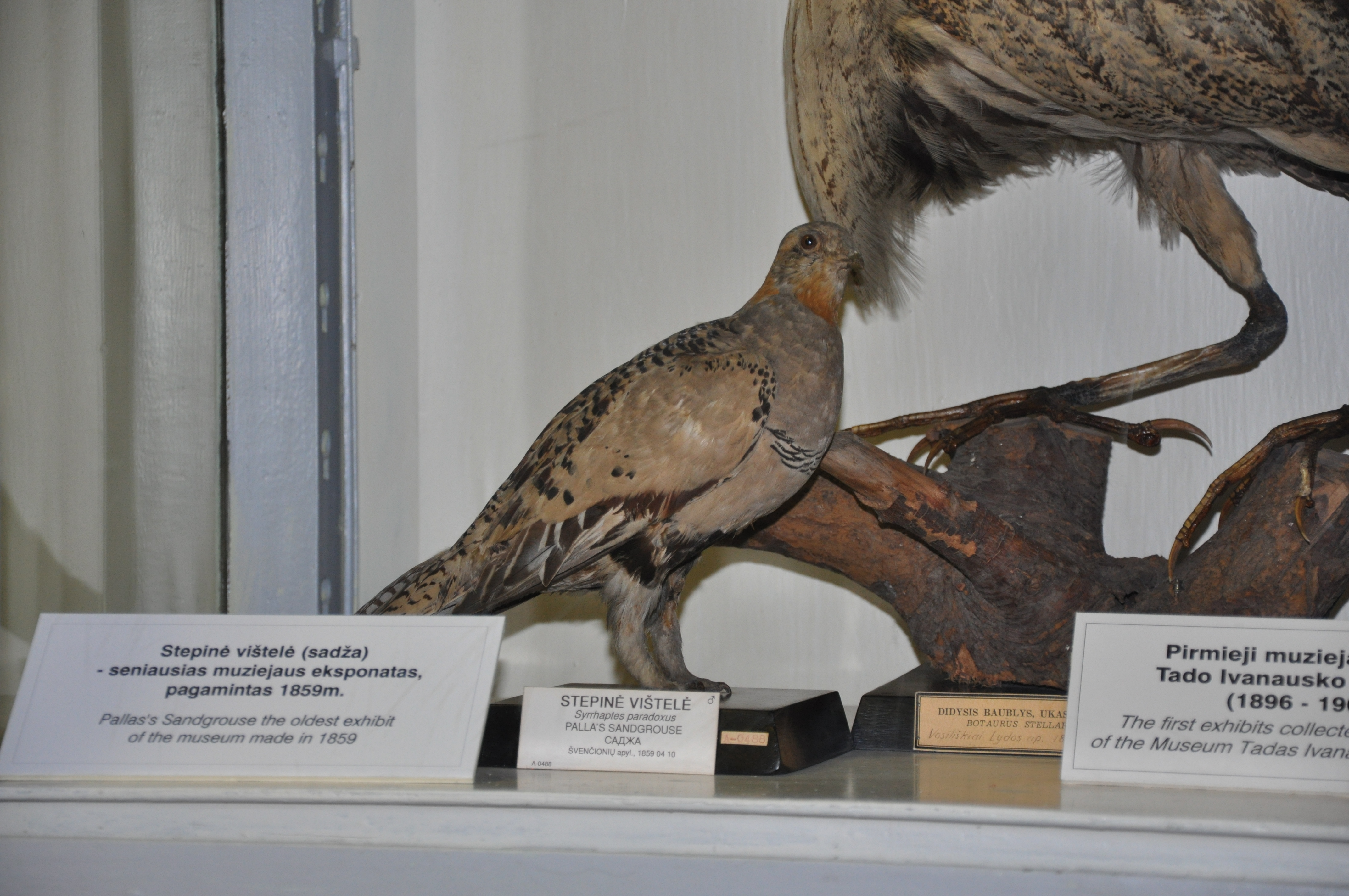
1859年製的毛腿沙雞標本為博物館中年代最久遠的展品

塔達斯·伊瓦納斯卡斯動物學博物館最初創立時為自然研究站（Gamtos tyrimų stotis），1922年立陶宛大學（今维陶塔斯·马格努斯大学）成立後博物館隸屬於該大學的動物學系，1943年第二次世界大戰期間博物館一度被用作軍醫院而關閉，戰後（1945年）博物館重新開放，歸新成立的立陶宛科學院管理，1963年轉由國家自然保護委員會（Valstybinis gamtos apsaugos komitetas）管理，1975年至1981年博物館因整修而對外關閉（期間曾開設一小型的暫時展廳:37-42），1989年改歸環境保護部管理，隨著該部改組成環境部，博物館現由環境部管理:32-33。

## 展品

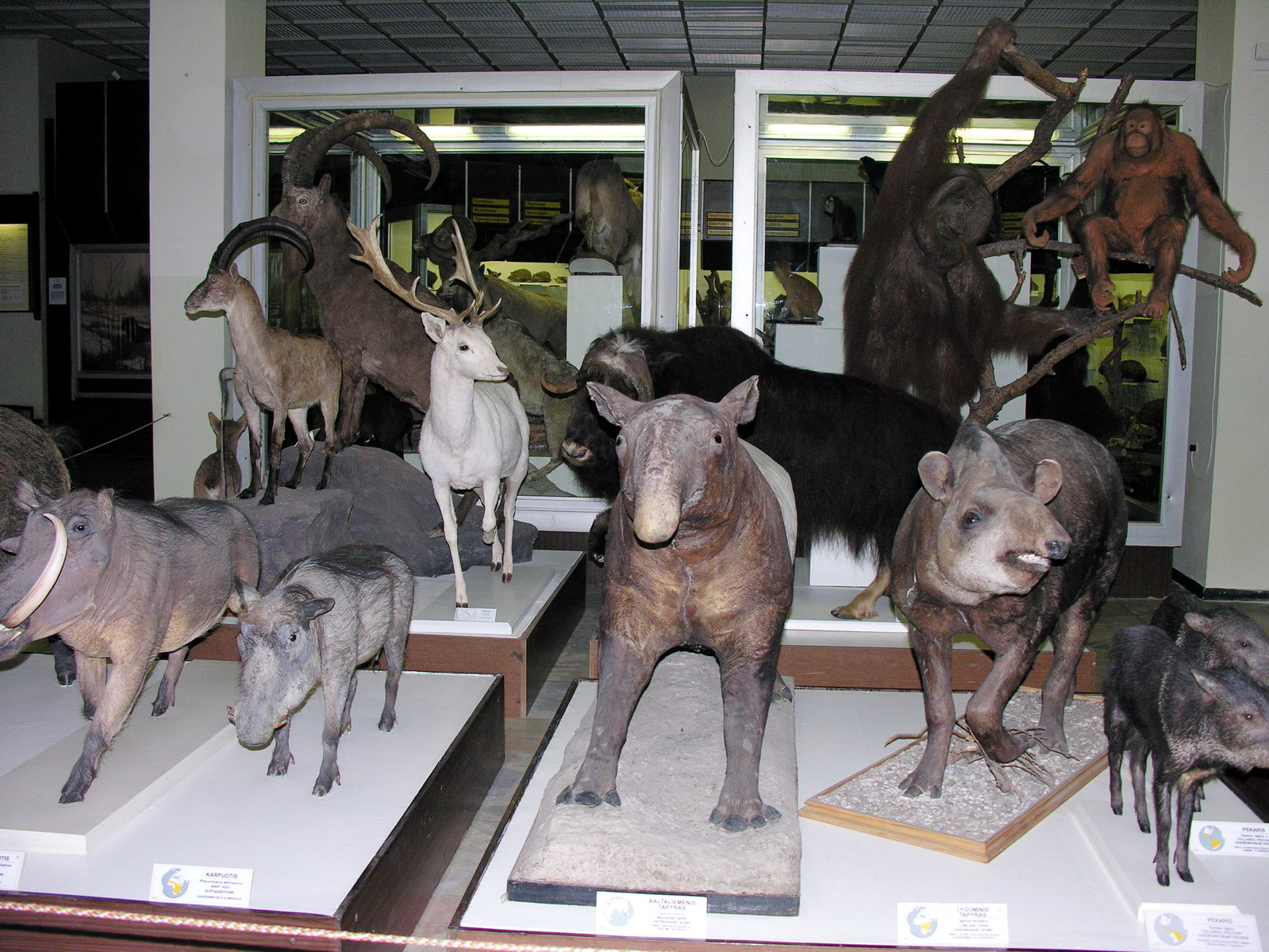
館內展示的哺乳動物標本

塔達斯·伊瓦納斯卡斯動物學博物館展出的無脊椎動物包括1696件貝殼標本與數百件乾式與濕式標本，其中許多是由動物學家普蘭齊什庫斯·巴爾特魯斯·希維茨基斯捐贈；昆蟲標本約9700件（藏品有約17萬件，包括超過14,000種昆蟲），包括世界最大的昆蟲赫克力士長戟大兜蟲、帝王大角金龜和南洋大兜蟲等甲蟲，以及綠鳥翼鳳蝶、強喙夜蛾等世界各地蝶蛾的標本，其中許多蝴蝶標本為曾在此工作的昆蟲學家阿爾豐薩斯·帕利奧尼斯所收集；兩生類與爬行類標本有森蚺、緬甸蟒、尼羅鱷、綠蠵龜和非洲牛蛙等；鳥類標本約有1100件展出（約為藏品的10%），包括小斑几维鸟、隱䴉、虎頭海鵰、白冠長尾雉與黃頰麥雞等瀕危物種，其中有一批剝製的鳥類標本是博物館中年代最久遠的展品，由塔達斯·伊瓦納斯卡斯的父親萊奧尼達斯·伊瓦納斯卡斯於1859年製作；哺乳類標本有數百件展出，包括剝製標本與骨骼標本，包括長頸鹿、獵豹、雪豹、西伯利亞虎、北極熊、婆羅洲猩猩等珍稀動物；狩獵戰利品區則展示數百件動物角、頭骨、動物皮和獠牙等展品。博物館的藏品許多為館員在多次野外考察中自世界各地採得。

## 分部
塔達斯·伊瓦納斯卡斯動物學博物館除本館外還有四個分部。文特角的鳥類繫放站於1929年由塔達斯·伊瓦納斯卡斯建立，尤約德克蘭特的繫放站位於庫爾斯沙嘴，於1962年建立鳥類繫放站，兩者都是有大量候鳥經過的地點；祖文塔斯保護區的分部展示保護區沼澤特有的生態，建於1976年，1978年一度失火被毀，但一年多後即重建修復:66-68；切普凱柳沼澤的分部則建於1984年，展示當地特有的動植物:66-68。

## 大眾文化
2015年5月，立陶宛歌手艾瑞卡·詹寧斯在塔達斯·伊瓦納斯卡斯動物學博物館中錄製新歌〈老朋友〉（Old Friends）的MV。

## 圖集

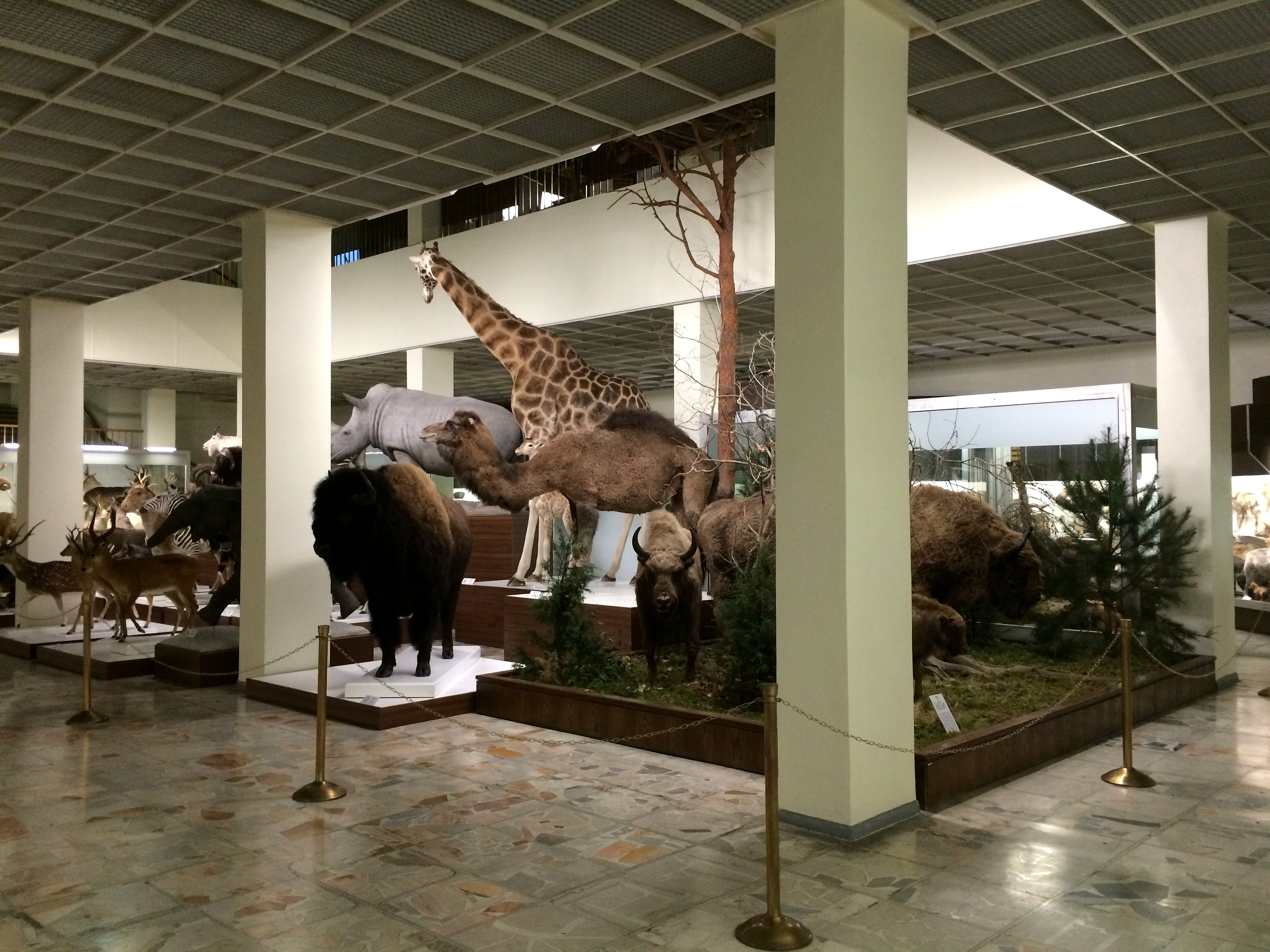
哺乳動物展廳
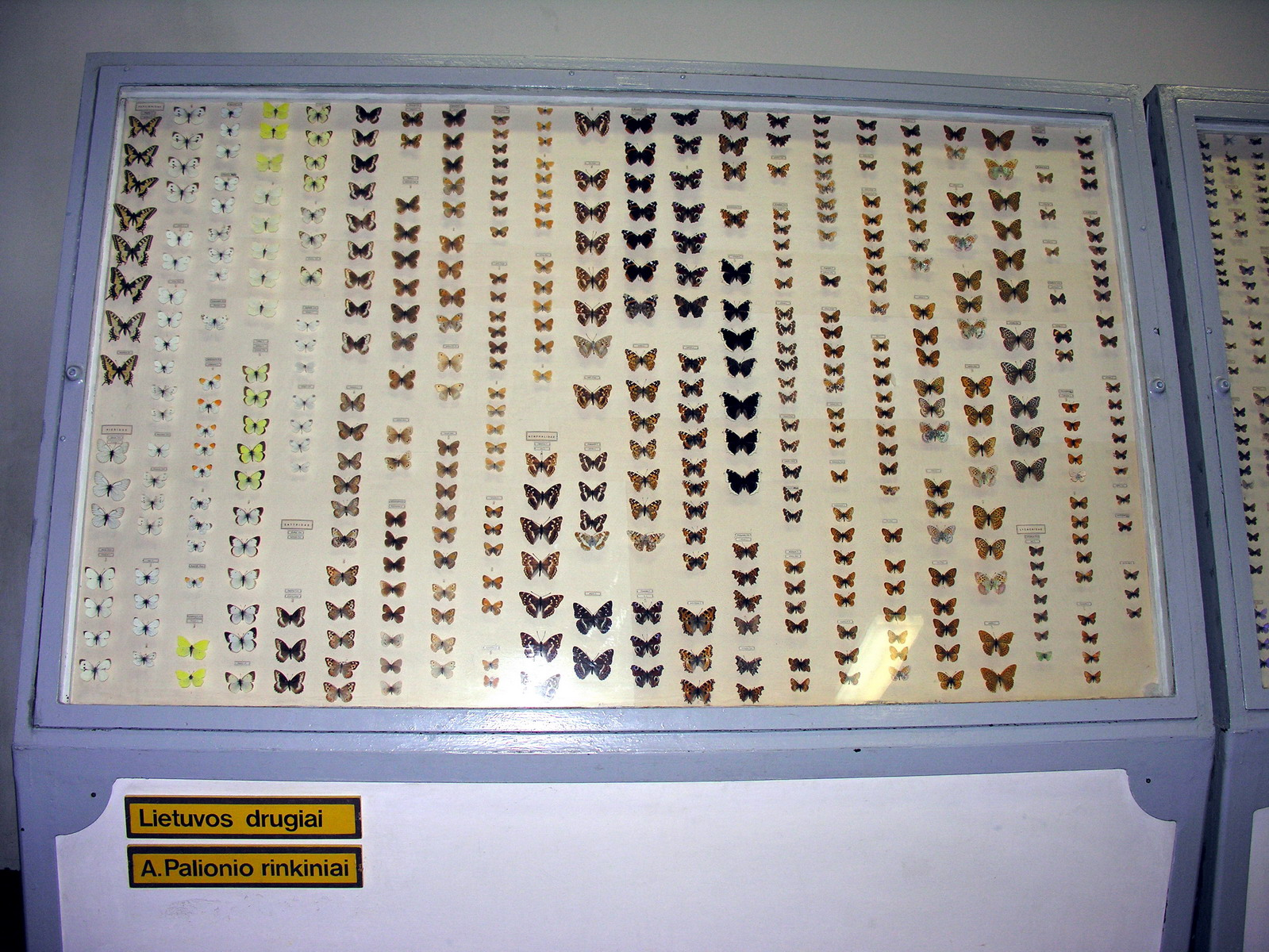
昆蟲學家阿爾豐薩斯·帕利奧尼斯收集的蝴蝶標本
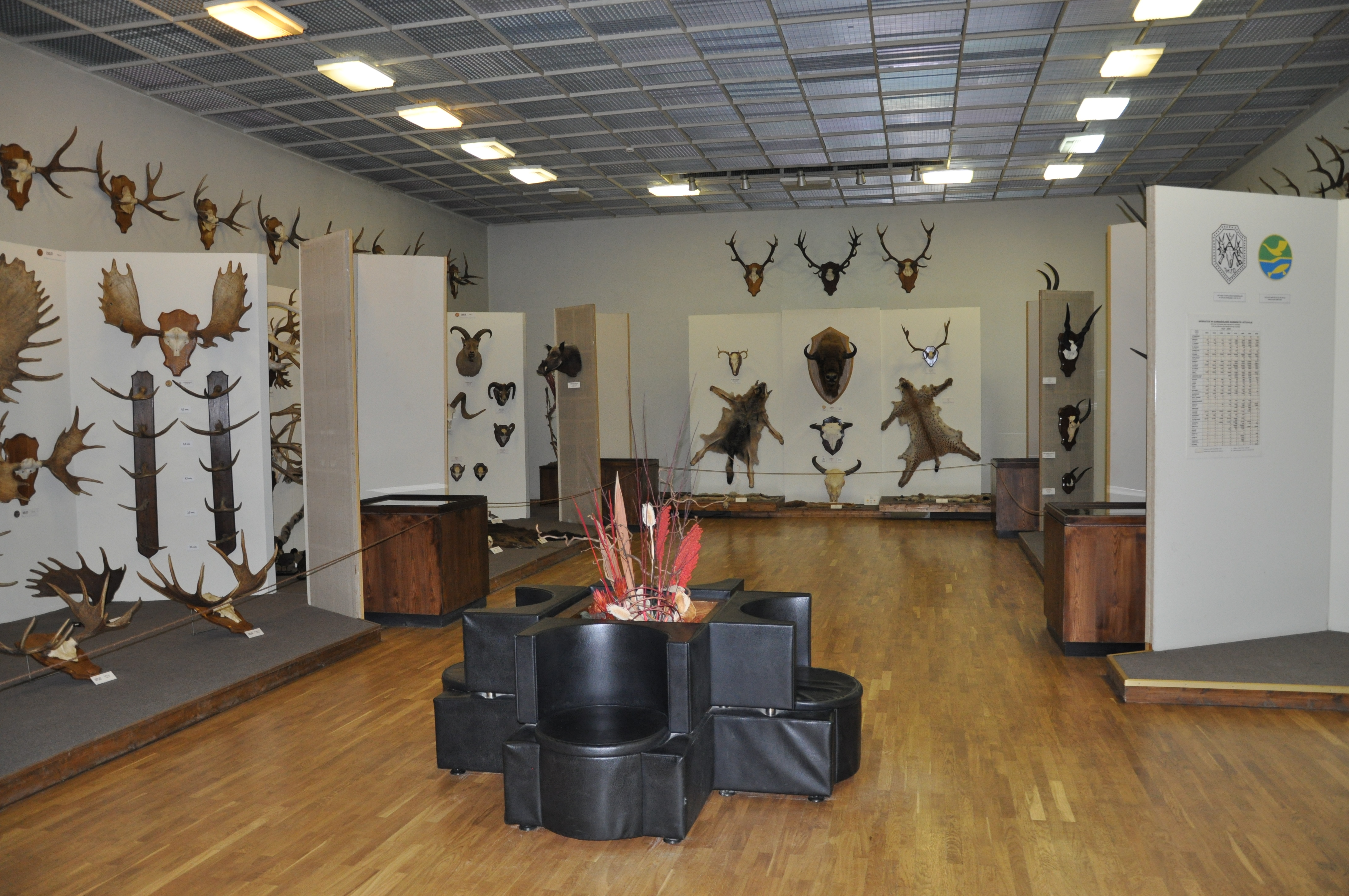
狩獵戰利品區的展品
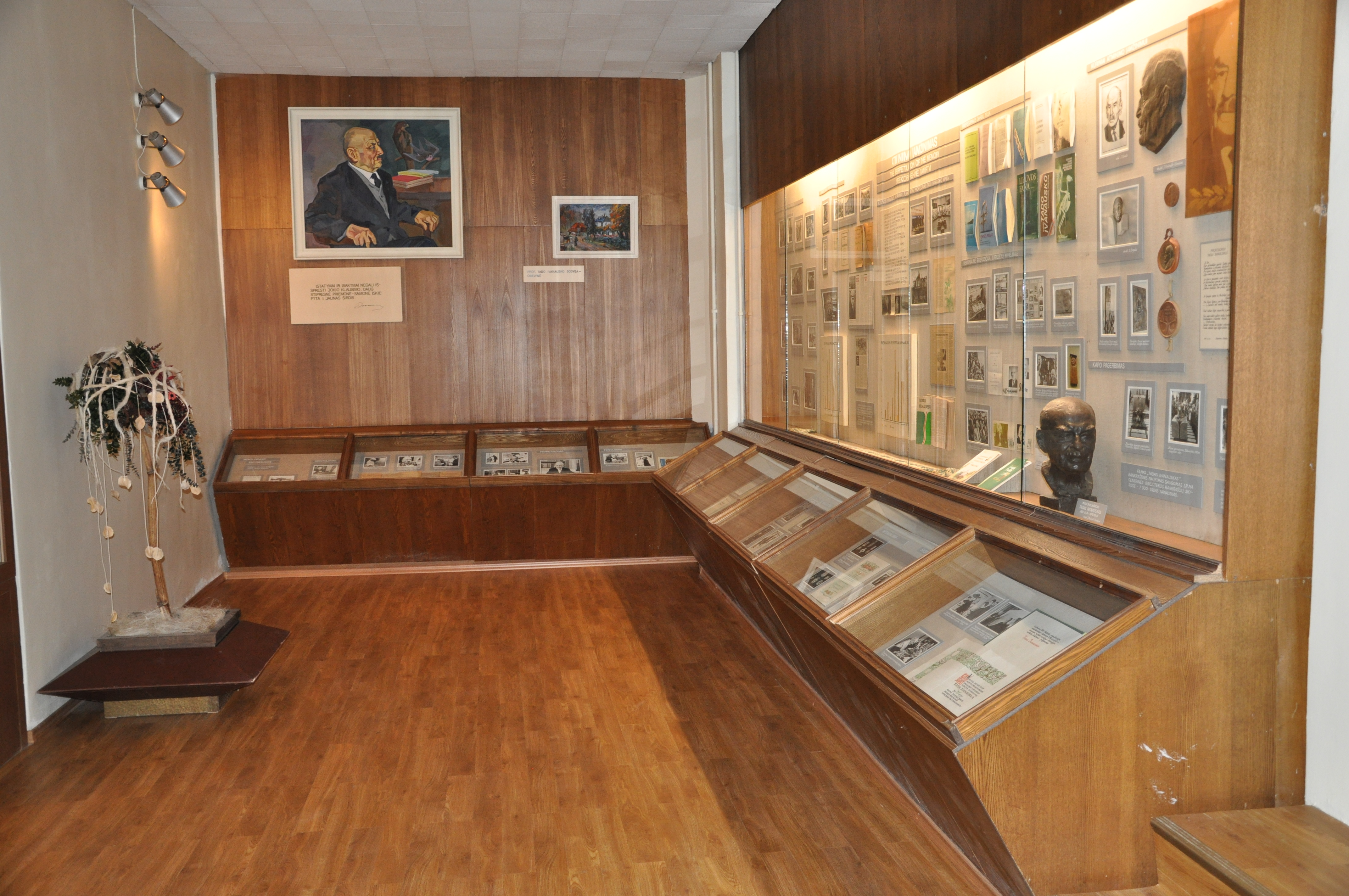
紀念創館人塔達斯·伊瓦納斯卡斯的展覽